# 가로타 두 모멘토
《가로타 두 모멘토》(포르투갈어: Garota do Momento)는 2024년부터 2025년까지 방영된 브라질의 텔레노벨라이다.